# Christine von Kohl
Christine von Kohl (23. marts 1923 i Berlin – 23. januar 2009 i Wien) var en dansk journalist, menneskerettighedsforkæmper og Balkan-ekspert.
Christine von Kohl var datter af en dansk far (Louis von Kohl, 1882-1962) og en østrigsk mor (Lisa von Kohl, f. Steindl) og forblev livet igennem dansk statsborger. Hun voksede op i Berlin, studerede filosofi og sammenlignende religionshistorie ved Københavns Universitet, men afsluttede aldrig sine studier. I sin ungdom arbejdede hun hos Munksgaards Forlag i København og siden hos forlaget S. Fischer Verlag i Frankfurt.
I 1960'erne var hun bl.a. free lance korrespondent fra Wien for Kristeligt Dagblad og engageret i Simon Wiesenthals arbejde.
I årene 1968 – 1985 boede hun sammen med sin mand, journalisten og forfatteren Wolfgang Libal (1912-2008), i Beograd, hvorfra hun virkede som korrespondent for en række tyske, østrigske og skandinaviske medier. Fra 1990 til 1994 var hun rådgiver ved International Helsinki Federation for Human Rights og tog i Østrig initiativ til dannelse af en forening af venner til flygtninge og fordrevne fra Bosnien-Herzegovina.
Hun har oversat litteratur og radioudsendelser fra skandinaviske sprog til tysk.
I Østrig blev hun i årene for Jugoslaviens opløsning især kendt som en velinformeret kender af forholdene på Balkan, i hvilken egenskab hun ofte var at høre på radio og tv.
Blandt hendes bøger kan nævnes Jugoslawien (1990), Kosovo: Gordischer Knoten am Balkan (1992, sammen med Wolfgang Libal, på dansk: Kosovo : Balkans gordiske knude, 1992), Der Balkan: Stabilität oder Chaos in Europa (2000) og – hendes sidste bog – Eine Dänin am Balkan (2008). Endvidere udgav hun tidsskriftet Balkan.